# Monts Kraul
Les monts Kraul sont une chaîne de montagnes en Antarctique, dans la Terre de la Reine-Maud, division revendiquée par la Norvège qui les appelle Vestfjella.

## Géographie

### Topographie
Les monts Kraul s'étendent du glacier Veststraumen (en) sur 110 km vers le nord-ouest et se composent d'une vingtaine de nunataks. Le plus haut sommet, le nunatak Dagvola, s'élève à 1 123 m d'altitude.

### Géologie
Les monts Kraul se composent de basalte jurassique. Des grès et des sédiments du Permien avec des fossiles de plantes bien conservés se trouvent uniquement dans le Fossilryggen, un nunatak à l'est.

## Histoire
Les nunataks sont découverts lors d'un vol de reconnaissance par l'expédition antarctique allemande de 1938-1939 et baptisés en l'honneur du capitaine Otto Kraul.
Dans les monts Kraul se trouvent les bases antarctiques suédoise Wasa et norvégienne Aboa, construites lors de l'été austral 1988-1989.